# ユンサナ
ユンサナ（韓:윤산하、漢:尹產賀、英:Yoon San-ha、2000年3月21日 - ）は、韓国の歌手、俳優。男性アイドルグループ・ASTROのメンバー。韓国・ソウル市道峰区出身。身長184cm。血液型はAB型。Fantagio所属。

## 来歴

### デビュー前
2000年3月21日、韓国 ソウル特別市道峰区に生まれる。兄弟姉妹には、2人の兄がいる。
2012年12月16日、現在の所属事務所・Fantagioの新人才能開発プログラム「Fantagio iTeen」の研修生として入所した。後に「Fantagio iTeenフォトテストカット」で3番目に紹介された練習生となった。ASTROとしてのデビュー前である2015年8月、グループのウェブドラマ「ASTROのTO BE CONTINUED」に出演した。

### ASTROとして
2016年2月23日、6人組男性アイドルグループASTROのメンバーとしてデビューした。2019年に韓林演芸芸術高等学校を卒業している。
2020年3月4日、同グループのメンバー・ムンビンと共に『SHOW CHAMPION』の新司会者になることが発表された。8月14日、ムンビンと共にユニットを結成することを発表し、9月14日にミニアルバム『IN-OUT』でデビューした。韓国の音楽番組『THE SHOW』では、ユニットとしては初、ASTROとしては3度目の賞を獲得した。

## 作品

### コラボレーション
- （2018年12月13日、Interpark INT）同事務所所属グループHello Venus、Weki Mekiとの合同スペシャルアルバム『FM201.8-12Hz All I Want』に収録。ビリー・アコスティーと共に楽曲に参加している[8]。

### OST
- One More Chance（2019年）『Love Formula 11M』OSTに収録[9]。
- Break（2020年）『キンデ: 挟まれた世代』OSTに収録[10]。

## 出演

### バラエティ
- ミステリー音楽ショー: 覆面歌王（英語版）（2018年、韓国文化放送）[11]
- ヨ.ゴ.バ.ラ～最近の高校生たちの放課後ライフ～（英語版）（2018年7月29日 - 9月30日、SBS MTV（英語版））[12]
- ジャングルの法則（英語版）ミャンマー編（2019年7月20日 - 8月17日、SBS）[13]
- Blanket Kick at Night（2020年、tvN D）[14]

### 音楽番組
- SHOW CHAMPION（2020年 - 、MBC MUSIC）MC[15]

### インターネットテレビ

#### ドラマ
- ASTROのTO BE CONTINUED（2015年8月20日 - 9月3日、MBC Every1）ユンサナ（本人） 役[16][17]
- 感性食堂～SOUL PLATE～（2019年10月25日 - 不明、Naver tvcast）ミレル 役[18][19]
- Love Formula 11M（2019年 - 2020年、Naver tvcast）テオ 役[9]
- Your Playlist（2021年 hellolive）ビッグダディ役
- Crazy Love（2022年3月7日-4月26日 KBS2）イ・スホ役
- 家いっぱいの愛（2024年 、JTBC） - ピョン・ヒョンジェ役

### 舞台
- Altar Boyz（2021年12月18日-12月24日 KBSアリーナ）エイブラハム役
- 愛の不時着（2024年2月8日-2月28日 有楽町よみうりホール）、（2024年7月7日-2024年7月21日 新国立劇場）リ・ジョンヒョク役